# Pademonegoro
Pademonegoro is een bestuurslaag in het regentschap Sidoarjo van de provincie Oost-Java, Indonesië. Pademonegoro telt 3913 inwoners (volkstelling 2010).